# Emilie Siegenthaler
Emilie Siegenthaler, née le 19 septembre 1986 à Bienne, est une coureuse cycliste suisse spécialiste de VTT de descente.

## Biographie
Elle est multiple championne suisse de VTT. En 2017,  elle finit 3e lors de la Coupe du monde de descente  à Lenzerheide et à Fort William 

## Vie privée
Elle vit en couple depuis 2017 avec sa compatriote Camille Balanche, également spécialiste du VTT de descente.

## Palmarès en VTT de descente

### Championnats du monde
|                      |          | 2013 | 2014 | 2015 | 2018 | 2019 | 2020 | 2021 |
| Championnat du monde | Descente | 7e   | 9e   | 6e   | 6e   | 5e   | -    | 10e  |

### Coupe du monde de descente
- 2009 : 10e du classement général
- 2012 : 5e du classement général
- 2015 : 9e du classement général
- 2016 : 5e du classement général
- 2017 : 5e du classement général
- 2018 : 7e du classement général
- 2019 : 6e du classement général
- 2021 : 10e du classement général

### Championnats d'Europe
|                      |          | 2009 | 2010 |
| Championnat d'Europe | Descente | 5e   | 4e   |

### Autres
- 2008
  -  Championne de Suisse de la descente
- 2009
  -  Championne de Suisse de la descente
- 2010
  -  Championne de Suisse de la descente
- 2011
  -  Championne de Suisse de la descente